# Habersham County
Das Habersham County ist ein County im Bundesstaat Georgia der Vereinigten Staaten. Verwaltungssitz (County Seat) ist Clarkesville, benannt nach General John C. Clark.

## Geographie
Das County im Norden von Georgia, grenzt im Nordosten an South Carolina und ist im Norden etwa 40 km von North Carolina entfernt. Es hat eine Fläche von 723 Quadratkilometern, wovon drei Quadratkilometer Wasseroberfläche sind, und grenzt im Uhrzeigersinn an folgende Countys: Stephens County, Banks County, Hall County, White County und Towns County.

## Geschichte

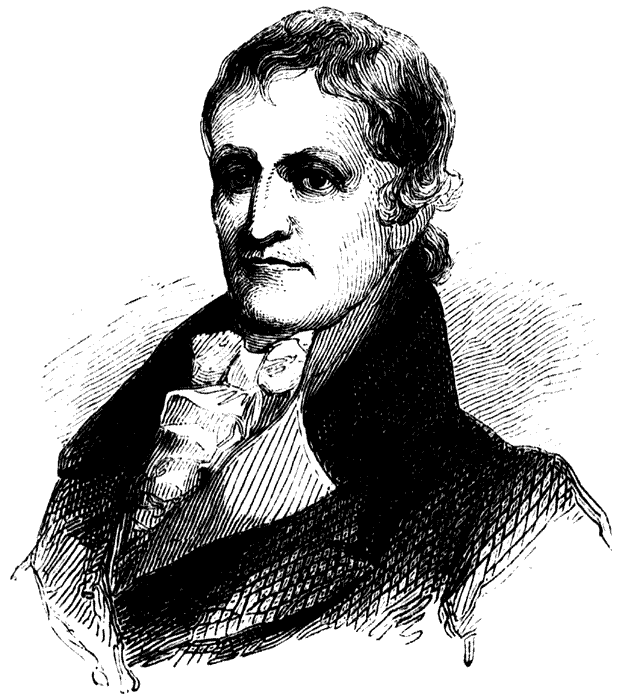
Habersham

Habersham County wurde am 15. Dezember 1818 aus Indianerland als 43. County von Georgia gebildet. Benannt wurde es nach Major Joseph Habersham, einem Offizier im amerikanischen Revolutionskrieg, Bürgermeister von Savannah und späteren Post-Direktor unter Präsident George Washington.
Während des Amerikanischen Bürgerkriegs gab es im County ein Eisen- und Stahlwerk, das die Konföderierten Staaten mit Gewehren und Kanonen belieferte.

## Demografische Daten
Laut der Volkszählung von 2010 verteilten sich die damaligen 43.041 Einwohner auf 15.472 bewohnte Haushalte, was einen Schnitt von 2,63 Personen pro Haushalt ergibt. Insgesamt bestehen 18.146 Haushalte.
73,1 % der Haushalte waren Familienhaushalte (bestehend aus verheirateten Paaren mit oder ohne Nachkommen bzw. einem Elternteil mit Nachkomme) mit einer durchschnittlichen Größe von 3,08 Personen. In 34,4 % aller Haushalte lebten Kinder unter 18 Jahren sowie in 30,3 % aller Haushalte Personen mit mindestens 65 Jahren.
26,7 % der Bevölkerung waren jünger als 20 Jahre, 25,3 % waren 20 bis 39 Jahre alt, 26,6 % waren 40 bis 59 Jahre alt und 21,5 % waren mindestens 60 Jahre alt. Das mittlere Alter betrug 39 Jahre. 47,2 % der Bevölkerung waren männlich und 52,8 % weiblich.
85,7 % der Bevölkerung bezeichneten sich als Weiße, 3,4 % als Afroamerikaner, 0,5 % als Indianer und 2,2 % als Asian Americans. 6,5 % gaben die Angehörigkeit zu einer anderen Ethnie und 1,8 % zu mehreren Ethnien an. 12,4 % der Bevölkerung bestand aus Hispanics oder Latinos.
Das durchschnittliche Jahreseinkommen pro Haushalt lag bei 40.689 USD, dabei lebten 17,8 % der Bevölkerung unter der Armutsgrenze.

## Kultur und Sehenswürdigkeiten

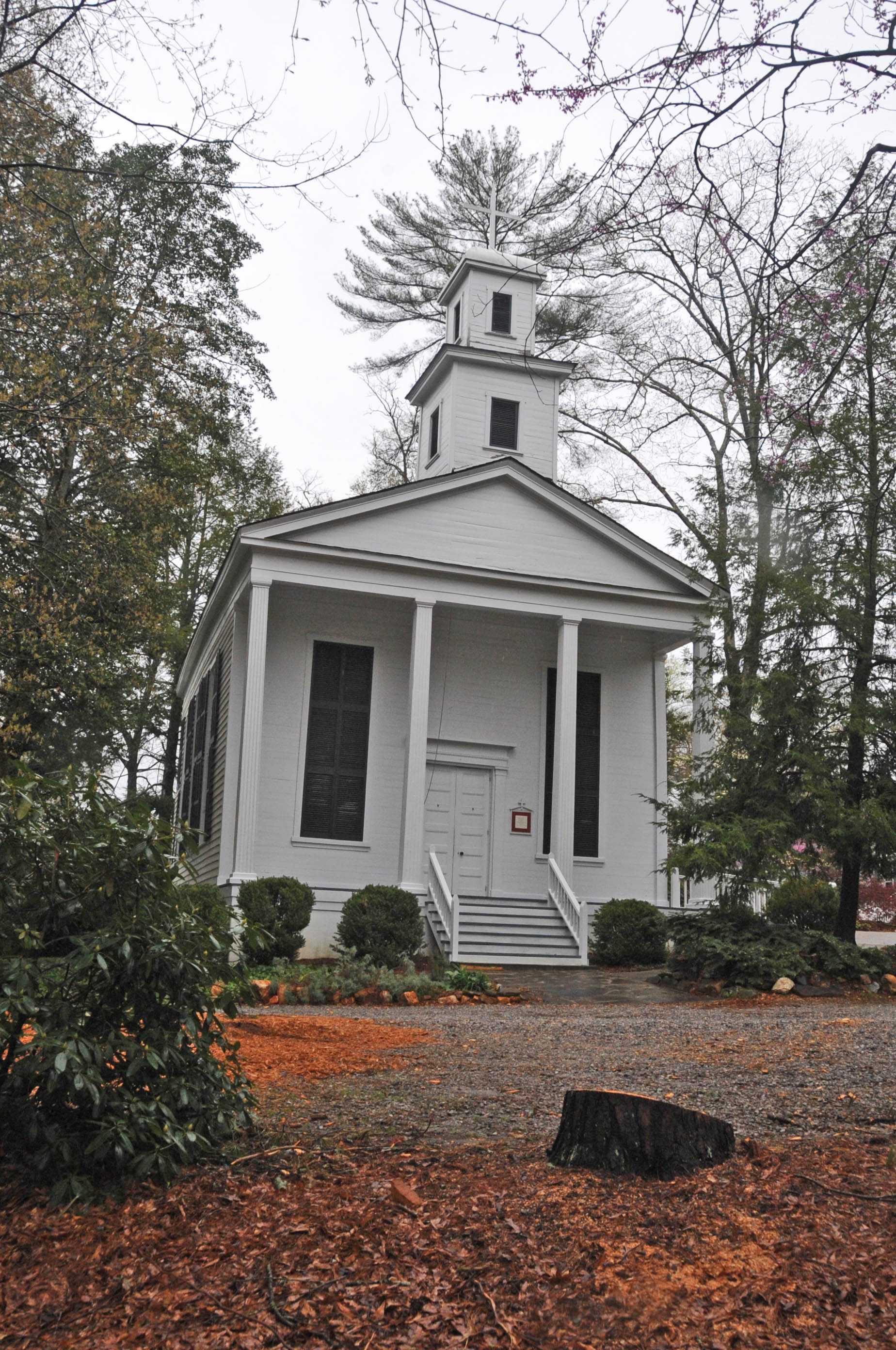
Grace Church in Clarkesville (2007). Das Sakralgebäude entstand 1839 im Stile des Greek Revival („griechisches Wiederaufleben“). Die Grace Church wurde im Februar 1980 als zweites Objekt im County in das NRHP eingetragen.

37 Bauwerke, Stätten und Historic Districts („historische Bezirke“) im Habersham County sind im National Register of Historic Places („Nationales Verzeichnis historischer Orte“; NRHP) eingetragen (Stand 9. Januar 2024), darunter mehrere Kirchen, eine Schule und ein Hotel.

## Orte im Habersham County
Orte im Habersham County mit Einwohnerzahlen der Volkszählung von 2010:
Cities:
- Baldwin – 3279 Einwohner
- Clarkesville (County Seat) – 1733 Einwohner
- Cornelia – 3834 Einwohner
- Demorest – 1823 Einwohner

Towns:
- Alto – 1172 Einwohner
- Mount Airy – 1284 Einwohner
- Tallulah Falls – 168 Einwohner

Census-designated place:
- Raoul – 2558 Einwohner